# ماركوس بابل
ماركوس بابل (بالألمانية: Markus Babbel) مواليد 8 سبتمبر 1972 في ميونخ، ألمانيا الغربية، هو لاعب كرة قدم ألماني دولي سابق كان يلعب كمدافع. سبق له أن لعب في كأس العالم لكرة القدم مع منتخب بلاده. لعب خلال مسيرته 355 مباراة سجل خلالها 18 هدفاً.

## مسيرته الكروية
لعب ماركوس بابل خلال مسيرته الاحترافية مع 6 أندية في ثمانية عشر موسمًا وسجل خلالها 22 هدفًا ضمن 384 مباراة. حيث فاز في ثلاثة مواسم بالكأس وفي أربعة مواسم بالدوري.
خاض ماركوس بابل مسيرته مع نادي بايرن ميونخ ب في موسم 1990–91 ولمدة موسمين، مشاركًا في 29 مباراة سجل خلالها 4 أهداف. ثم انتقل إلى نادي بايرن ميونخ في موسم 1991–92 في المرة الأولى لمدة موسم واحد ثم في موسم 1994–95 ليلعب معه ستة مواسم، حيث شارك طوالها في 182 مباراة سجل خلالها 9 أهداف. لينتقل بعدها إلى نادي هامبورغ في موسم 1992–93 ولمدة موسمين، مشاركًا في 60 مباراة سجل خلالها هدفًا واحدًا. ثم انتقل إلى نادي ليفربول في موسم 2000–01 واستمر معه طيلة ثلاثة مواسم، مشاركًا في 42 مباراة سجل خلالها 3 أهداف. هذا وانتقل لاحقًا إلى نادي بلاكبيرن روفرز في موسم 2003–04 لمدة موسم واحد، مشاركًا في 25 مباراة سجل خلالها 3 أهداف أيضًا. ثم انتقل بعدها إلى نادي شتوتغارت في موسم 2004–05 واستمر معه طيلة ثلاثة مواسم، مشاركًا في 46 مباراة سجل خلالها هدفين.

## روابط خارجية
- ماركوس بابل على موقع الاتحاد الدولي (مؤرشف)  (الإنجليزية)
- ماركوس بابل على موقع الاتحاد الأوربي (الإنجليزية)
- ماركوس بابل على موقع قاعدة بيانات كرة القدم.إي يو (الإنجليزية)
- ماركوس بابل على موقع بيانات كرة القدم. دي إي (الألمانية)
- ماركوس بابل على موقع ناشيونال فوتبول تيمز (الإنجليزية)
- ماركوس بابل على موقع Soccerbase.com (لاعب) (الإنجليزية)
- ماركوس بابل على موقع Soccerway.com (الإنجليزية)
- ماركوس بابل على موقع عالم كرة القدم.نت (الإنجليزية)